# Oreios (Gottheit)
Oreios (altgriechisch Ὄρειος Óreios) ist in der Griechischen Mythologie einer der Berggötter Ourea, vermutlich der Gott des Gebirges Othrys.